# Butlers svartgula jordhuggorm
Butlers svartgula jordhuggorm (Chilorhinophis butleri), är en giftig ormart inom familjen stilettormar som tillhör släktet svartgula jordhuggormar. Ormen har ett liknande utseende som andra arter inom släktet svartgula jordhuggormar. Den blir 25–36 centimeter lång. Denna förekommer i södra Tanzania i Afrika.
Butlers svartgula jordhuggorm har ett svart huvud, en gulaktig bål och en svart svans med vit spets. På kroppen finns tre längsgående svarta strimmor. Undersidan är orangegul.
Arten lever i låglandet och i kulliga områden upp till 400 meter över havet. Individerna vistas i fuktiga skogar och de gömmer sig ofta i lövskiktet. Födan utgörs antagligen av andra ormar och masködlor. Honor lägger ägg. En nykläckt unge dokumenterades i april.
För beståndet är inga hot kända. IUCN listar arten som livskraftig (LC).